# Alcurrucén (ganadería)
Alcurrucén es el nombre de una ganadería brava española inscrita dentro de la Unión de Criadores de Toros de Lidia. Las reses de la ganadería pastan en distintas fincas de la provincia de Cáceres y de Toledo, situándose en Navalmoral de la Mata, Alcollarín, Olivenza y Urda.
La ganadería, que luce divisa azul y negra, marca a sus reses con señal hendida en ambas orejas y obtuvo su antigüedad el 18 de junio de 1989.

## Historia de la ganadería
El origen de la ganadería de Alcurrucén se rastrea a mediados del siglo XX cuando el ganadero salamantino Juan Sánchez Tabernero crea una nueva vacada por medio de las compras realizadas a Lorenzo Rodríguez. Durante estos primeros años la ganadería se anuncia bajo el nombre del propietario pasando, años más tarde, en 1953, a hacerlo bajo la denominación de sus herederos antes de que, en 1957, pasara a manos de una de las herederas, Isabel Sánchez-Tabernero quien terminaría por venderla.
En 1967 el hierro junto con las reses pasan a manos de sus nuevos propietarios, los hermanos Pablo, Eduardo y José Luis Lozano quienes anunciarían a la ganadería bajo un nuevo nombre - La Jarilla - y modificarían el hierro original, tras haberle añadido una punta de reses procedentes de la casa de Eusebia Galache, de origen Vega-Villar. Será dos décadas después, en 1982, cuando los ganaderos decidan renovar toda la ganadería, desechando todo lo que tenían anteriormente y conformándola, desde cero, con hembras y sementales de Carlos Núñez, momento a partir del cual pasará también a recibir una nueva denominación, la actual de Alcurrucén.
La renovación de la ganadería le ofrecerá la posibilidad de empezar a abrirse hueco entre las principales ferias, convirtiéndose en una de las ganaderías predilectas para los toreros, quienes empezarán a lidiar sus reses, y cosechando grandes triunfos en las principales plazas de España, especialmente en Madrid cuya plaza se convertirá en uno de los referentes de la historia de esta casa. Sería el 18 de junio de 1989 la primera vez que, precisamente, los toros de Alcurrucén compareciesen en Las Ventas, tomando antigüedad con una corrida de toros que estoquearon Rafael de la Viña, El Fundi y José Luis Bote.

### Características
El toro de la ganadería de Alcurrucén se compone sobre una base genética de encaste Núñez, por lo que según la legislación vigente, encargada de definir el prototipo racial de la raza bovina de lidia, posee las siguientes características y singulares zoomórficas:
- Ejemplares elipométricos, brevilíneos y con predominio de perfiles rectos y algunos subcóncavos.
- Reses terciadas, bajas de agujas, finas de piel.
- Encornaduras finas desde la cepa y de bastante longitud, acapachadas con frecuencia, y con pitones destacados.
- Cuello es más bien largo, el morrillo está bien desarrollado.
- La línea dorso-lumbar puede ser ensillada, y tienen la grupa redondeada, con nacimiento de la cola ligeramente levantado y las extremidades son cortas.
- Predominan las pintas negras, coloradas en toda su variedad, castañas y tostadas, dándose también cárdenas y ensabanadas. Ocasionalmente aparecen algunas sardas y salineras. Los accidentales más destacables que acompañan a dichos pelajes son el listón, el chorreado, el jirón, el salpicado, ojo de perdiz, bociblanco y lavado, siendo muy típicas las particularidades en forma de manchas blancas.

### Toros célebres
| Toro      | Número | Capa                   | Peso | Guarismo | Fecha      | Plaza de toros                 | Torero              | Reconocimiento                                 | Ref.  |
| --------- | ------ | ---------------------- | ---- | -------- | ---------- | ------------------------------ | ------------------- | ---------------------------------------------- | ----- |
| Fiscal    | 135    | Negro                  | 545  | 09/07    | 22-05-2010 | Las Ventas                     | El Cid              | Ovación en al arrastre                         | [ 6 ] |
| Peladito  | 168    | Negro listón chorreado | 510  | 03/09    | 15-05-2013 | Las Ventas                     | Miguel Ángel Perera | Premio de TeleMadrid al mejor toro de la Feria | [ 7 ] |
| Jabatillo | 145    | Colorado               | 525  | -        | 27-05-2015 | Las Ventas                     | Sebastián Castella  | Premiado con la vuelta al ruedo                | [ 8 ] |
| Atrevido  | 70     | Berrendo en colorado   | 540  | 10/11    | 25-08-2016 | Plaza de toros de Vista-Alegre | Diego Urdiales      | Premiado con la vuelta al ruedo                | [ 9 ] |

### Toros indultados
| Toro    | Número | Capa                 | Peso | Fecha      | Plaza de toros                               | Torero          | Ref.   |
| ------- | ------ | -------------------- | ---- | ---------- | -------------------------------------------- | --------------- | ------ |
| Afanoso | 206    | Negro                | -    | 28-08-2002 | Plaza de toros de San Sebastián de los Reyes | Antonio Ferrera | [ 10 ] |
| Fígaro  | 189    | Berrendo en colorado | -    | 10-08-2003 | Plaza de toros de Pontevedra                 | Antonio Ferrera | [ 11 ] |
| Sucesor | -      | Colorado             | 550  | 27-09-2018 | Plaza de toros de Aranjuez                   | David Mora      | [ 12 ] |

## Sanfermines
La ganadería de Alcurrucén ha sido uno de los hierros habituales de la Feria del Toro de Pamplona desde los años noventa y hasta la actualidad, participando en un total de cinco ocasiones: en 1996, 2003, 2006, 2009 y 2013.

### 1996
Los toros de los hermanos Lozano corrieron por las calles de la capital navarra por primera vez el 9 de julio de 1996, ofreciendo una carrera rápida de 2 minutos y 31 segundos aunque algo accidentada, dejando sobre el asfalto un total de 7 traumatismos y 25 atendidos por golpes y contusiones. Por la tarde, los encargados de lidiar la corrida fueron los diestros Emilio Muñoz, Enrique Ponce y Rivera Ordóñez. Los toros extremeños no ofrecieron el juego esperado ya que no hubo "ni un pase como Dios manda. Ni un pase, ni una estocada según dictan los cánones".

### 2003
Siete años después volvieron los toros de Alcurrucén a Pamplona. En segunda comparecencia, el 7 de julio de 2003, los seis astados volvieron a ofrecer un encierro limpio pero emocionante, tardando en transcurrir todo el recorrido un total de 2 minutos y 46 segundos, dejando cuatro heridos por traumatismo y ninguno por asta de toro. En la plaza, por la tarde, los toros fueron estoqueados por Antonio Ferrera, Antonio Barrera y el granadino David Fandila El Fandi. Una vez más los toros de la Casa Lozano no mostraron su mejor cara ya que "a la corrida de Alcurrucén le faltó la clase necesaria para que se pueda hablar de toros bravos. La bravura para esos toros era una nana que les cantaron cuando eran becerritos, pero se les olvidó la letra".

### 2006
12 de julio de 2006. Los toros de Alcurrucén volvían a las calles de Pamplona dispuestos a superar el resultado que habían dejado en sus anteriores comparecencias. En esta ocasión el encierro fue limpio una vez más y batiendo su propia marca de velocidad, al terminar la carrera en tan solo 2 minutos y 19 segundos. En esta ocasión los espadas encargados de dar lidia y muerte a los seis ejemplares de la ganadería en la Plaza de toros de Pamplona fueron Enrique Ponce, Manuel Jesús El Cid y Salvador Cortés, quien cortó las dos únicas orejas de la tarde y consiguiendo con ello salir a hombros por la Avenida de Ernest Hemingway. El triunfo del torero sevillano no enmascaró el juego que ofrecieron los toros, considerándose por parte de la crítica taurina como "petardo".

### 2009
Los sanfermines del año 2009 fueron inaugurados por la ganadería de Alcurrucén, corriendo el día 7 de julio, festividad de San Fermín. En aquella ocasión los toros irrumpieron rápidamente por las calles pamplonesas, complentando el recorrido del encierro, desde los Corrales de Santo Domingo hasta la plaza de toros, en un total de 2 minutos y 30 segundos, dejando 4 heridos por traumatismo y 21 atendidos por golpes y contusiones.
Los toros Muslero, Risueño, Afectuoso, Amoroso, Carabino, Tamborilero y Heredero, que protagonizaron el encierro, fueron estoqueados por Miguel Tendero, Luis Bolívar y Salvador Cortés. Una corrida que, según el crítico taurino Ignacio Álvarez Vara, resultó "de hechuras, juego y condición desigual; donde casi todos los toros acusaron el resabio del encierro: distracciones impensadas, galopes locos de salida".

### 2013
El 7 de julio de 2013 los toros de Alcurrucén volvieron a pisar las calles pamplonesas, protagonizando un encierro complicado, de 4 minutos y 6 segundos, con un toro, de nombre Deseadito, parado en la entrada al callejón.  Antonio Ferrera, Antonio Nazare y Alberto López Simón fueron los encargados de dar lidia y muerte a la corrida, donde los astados "resultaron nobles pero sosos, se pararon pronto", según el literato Andrés Amorós.

## Lozano Hnos.

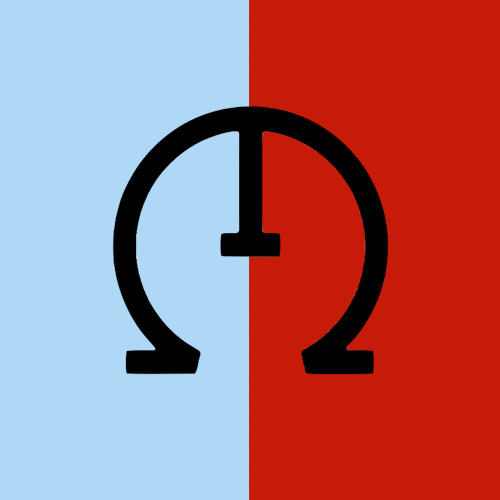
Hierro y divisa de la ganadería de Lozano Hnos., también propiedad de Alcurrucén.

Catorce años después de formar Alcurrucén, en 1996, José Luis, Eduardo y Pablo Lozano crean un segundo hierro con vacas y sementales de Alcurrucén, y la anuncian como Lozano Hnos.; este hierro está inscrito también en la Unión de Criadores de Toros de Lidia. Los toros de este hierro pastan en la fincas de “Alcurrucén” en la localidad de Pedro Abad en la provincia de Córdoba, “La Mudiona” en la localidad cacereña de Alcollarín y en la de “El Cortijillo” en la localidad toledana de Urda.

## El Cortijillo

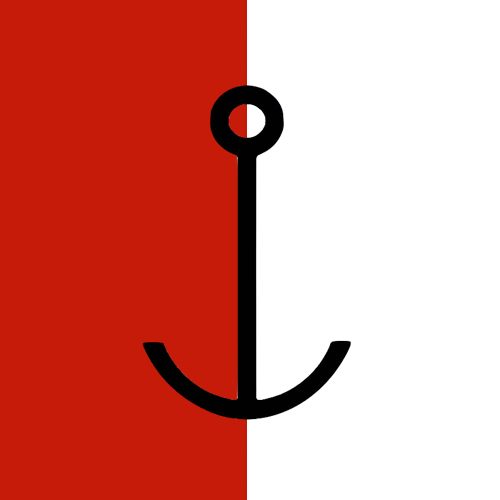
Hierro y divisa de la ganadería de El Cortijillo, también propiedad de Alcurrucén.

En 2001, los hermanos Lozano deciden formar una tercera ganadería que denominarán EL CORTIJILLO. Para ello transfieren al nuevo hierro todas las reses que tenían del encaste Carlos Núñez de la ganadería de Palomo Linares. El hierro de El Cortijillo pasta en la finca homónima en Urda y en “El Robledo”, en Ciudad Real; también  está inscrito en la Unión de Criadores de Toros de Lidia.

## Premios y reconocimientos
- 2005: Premio Biarritz-Bayona a la mejor corrida de la Feria de San Isidro.[24]